# La Touraine (recueil)
Pour les articles homonymes, voir Touraine.
La Touraine est un recueil de textes français de René Boylesve, paru en 1926 de manière posthume, à l'instigation d'Émile Gérard-Gailly, exécuteur testamentaire de l'écrivain.

## Résumé
À l'occasion d'une conférence, Boylesve décrit un voyage qu'il a effectué en automobile depuis Tours, passant par Langeais sur la rive droite de la Loire, traversant le fleuve à Saumur puis revenant par Montsoreau, Candes et Chinon.
Les Nostalgiques sont une évocation de l'enfance de René Boylesve, sa scolarité chez les frères des écoles chrétiennes à Poitiers où il a du mal à s'intégrer dans cet environnement urbain dépourvu des parcs, des jardins et des champs de sa première enfance : il ne joue pas lors des récréations, tombe malade quand il lui est refusé d'étudier le latin (ce sera le grec). Il lui faut plusieurs mois pour qu'il ressente un certain plaisir à faire partie d'une communauté, celle des élèves et de leurs précepteurs.
Fragments est une collection de textes extraits par Émile Gérard-Gailly des carnets de René Boylesve, dans lesquels ce dernier raconte ses retrouvailles, adulte, avec les lieux qu'il a fréquentés dans son enfance, Poitiers, Tours, Descartes, Montsoreau.

## Analyse de l'œuvre
Émile Gérard-Gailly, exécuteur testamentaire de René Boylesve pour son œuvre littéraire, a rassemblé dans ce recueil plusieurs textes. Le premier est celui d'une conférence donnée par Boylesve en 1921 à l'université des Annales politiques et littéraires. Le second (Les Nostalgiques) était déjà paru dans L'Écho de Paris. Quant au troisième (Fragments), il s'agit d'extraits des carnets de Boylesve, certains datés, d'autres non, mais ayant pour point commun de retracer plusieurs déplacements en Touraine que fit leur auteur.
Le choix de ces textes par Gérard-Gailly est une manière de rendre hommage à la province d'origine de Boylesve, mais aussi de jalonner son œuvre en évoquant certains des lieux cités dans ses romans ou ses nouvelles.
Certaines des expériences relatées dans Les Nostalgiques ont probablement laissé chez Boylesve une empreinte forte ; c'est ainsi que le goût qu'il a manifesté pour l'ordre dans la vie de tous les jours a pu trouver son origine dans les cérémonies et la vie réglée qu'il a connues chez les frères des écoles chrétiennes.

## Éditions
- La Touraine  (préf. Jean-Louis Vaudoyer, ill. M.-T. Mabille, textes recueillis par Émile Gérard-Gailly), Paris, Émile-Paul Frères, coll. « Portrait de la France » (no 4), 1926, 113 p. (édition originale)

## Pour en savoir plus